# (9) Metis
(9) Metis ist ein Asteroid des inneren Hauptgürtels, der am 25. April 1848 vom irischen Astronomen Andrew Graham am Markree Observatory in Irland entdeckt wurde. Es war seine einzige Asteroidenentdeckung.
Der Asteroid wurde benannt nach Metis, einer Okeanide, Tochter von Tethys und Okeanos und erste Geliebte von Zeus. Er verschlang sie, damit sie kein Kind gebären könne, das mächtiger sei als er. Sie verkörpert die Klugheit. Der Asteroid wurde in der privaten Sternwarte von Edward Joshua Cooper entdeckt, der dem Entdecker die Wahl eines Namens übertrug, entweder Metis, vorgeschlagen von Thomas Romney Robinson am Armagh Observatory, oder Thetis, vorgeschlagen von John Herschel. Das früher für den Asteroiden verwendete Symbol  war ein Auge und ein Stern. Der Name Metis wurde auch dem Satelliten XVI des Jupiter gegeben, der 1979 von Stephen Synnott auf Aufnahmen der Raumsonde Voyager 1 entdeckt worden war.

## Wissenschaftliche Auswertung
Mit Daten radiometrischer Beobachtungen im Infraroten am Mauna-Kea-Observatorium auf Hawaiʻi vom April 1973 und August 1974, am Cerro Tololo Inter-American Observatory in Chile von 1974 sowie am Kitt-Peak-Nationalobservatorium in Arizona vom September 1975 wurden für (9) Metis erstmals Werte für den Durchmesser und die Albedo von 158 bis 209 km bzw. 0,07 bis 0,12 bestimmt. Die Auswertung von Beobachtungen einer Sternbedeckung durch den Asteroiden am 6. August 1989 ergab einen Durchmesser von 173,5 km. Mit dem Satelliten Midcourse Space Experiment (MSX) wurden 1996 bis 1997 im Rahmen der Infrared Minor Planet Survey (MIMPS) Daten gewonnen, aus denen für den Asteroiden Werte für den mittleren Durchmesser und die Albedo von 153,6 km bzw. 0,23 bestimmt wurden. Beobachtungen einer weiteren Sternbedeckung durch den Asteroiden am 12. September 2008 ergaben einen Durchmesser von 168 ± 10 km. Eine Auswertung von Beobachtungen durch das Projekt NEOWISE im nahen Infrarot führte 2011 zu vorläufigen Werten für den Durchmesser und die Albedo im sichtbaren Bereich von 190,8 oder 204,5 km bzw. 0,13 oder 0,15. Ein Vergleich von Daten, die von 1978 bis 2011 an der Sternwarte Ondřejov in Tschechien und am Table Mountain Observatory in Kalifornien gesammelt wurden, mit den Daten von NEOWISE ergab 2012 Werte für den Durchmesser und die Albedo von 199,9 km bzw. 0,13. Nach neuen Messungen mit NEOWISE wurden die Werte 2014 auf 183,0 oder 184,2 km bzw. 0,16 korrigiert. Mit einer Auswertung von 14 Sternbedeckungen durch den Asteroiden konnte in einer Untersuchung von 2020 ein mittlerer Durchmesser von 164,8 ± 10,5 km bestimmt werden.
Eine spektroskopische Untersuchung von 820 Asteroiden zwischen November 1996 und September 2001 am La-Silla-Observatorium in Chile ergab für (9) Metis eine taxonomische Klassifizierung als T-Typ.
Photometrische Beobachtungen von (9) Metis fanden erstmals statt am 2. November 1949 am McDonald-Observatorium in Texas. Aus der aufgezeichneten Lichtkurve konnte für den Asteroiden eine Rotationsperiode von 5,05 h abgeleitet werden. Durch eine weitere Beobachtungsreihe vom 3. bis 16. Januar 1954 konnte noch ein verbesserter Wert von 5,077 h bestimmt werden. Neue Messungen am 15. Februar 1958 am gleichen Ort führten zwar nicht zur Bestimmung einer Periode, es konnte aber in Verbindung mit den früheren Daten erstmals eine Abschätzung für die Position der Rotationsachse erfolgen. Auch in China wurden im März 1962 und im November 1964 photometrische Beobachtungen von (9) Metis durchgeführt, die zu Rotationsperioden von 5,06 bzw. 5,10 h ausgewertet wurden. Beobachtungen während drei Nächten vom 23. August bis 15. September 1978 am La-Silla-Observatorium ergaben eine Rotationsperiode von 5,067 h.

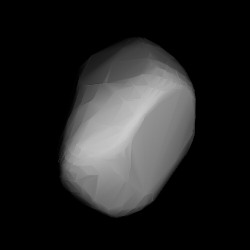
Berechnetes 3D-Modell von (9) Metis

Aus den archivierten Daten aus den Jahren 1949 bis 1964 in Verbindung mit einer weiteren Beobachtung am 23. Juni 1974 an der Southern Station der Sternwarte Leiden in Südafrika, die zu einer Rotationsperiode von 5,042 h ausgewertet wurde, konnte in einer Untersuchung von 1979 eine Position der Rotationsachse sowie die Achsenverhältnisse eines dreiachsig-ellipsoidischen Gestaltmodells des Asteroiden bestimmt werden. Für eine Albedo von 0,14 wurden daraus auch Achsen von (245 × 190 × 110) km abgeschätzt. Eine weitere Beobachtung vom 9. bis 14. Dezember 1979 am Table Mountain Observatory in Kalifornien führte zur Bestimmung einer Rotationsperiode von 5,079 h, was den Wert aus 1954 erneut bestätigte.
Eine Forschergruppe an der University of Arizona und am Planetary Science Institute in Tucson führte in den 1980er Jahren ein Programm zur „Photometrischen Geodäsie“ einer Anzahl von schnell rotierenden Asteroiden des Hauptgürtels durch, darunter auch (9) Metis. Bei Beobachtungen am Kitt-Peak-Nationalobservatorium bei vier Gelegenheiten zwischen Februar 1983 und Juni 1985 konnten neue Lichtkurven registriert werden. Die Auswertung in einer Untersuchung von 1988 errechnete daraus zwei alternative Positionen für die Rotationsachse mit prograder Rotation und eine Periode von 5,0792 h sowie die Achsenverhältnisse eines dreiachsig-ellipsoidischen Gestaltmodells. Neue Beobachtungen am 27. April 1988 lieferten eine zusätzliche Lichtkurve, so dass in einer finalen Auswertung von 1991 in Verbindung mit weiteren archivierten Daten vom 11./12. März 1984 und November/Dezember 1986 (siehe unten) erneut zwei alternative Positionen der Rotationsachse mit prograder Rotation bestimmt und die Werte für die Achsenverhältnisse noch verbessert werden konnten. Für die Rotationsperiode wurde wieder ein Wert von 5,0792 h abgeleitet.
In den 1980er und 1990er Jahren gab es darüber hinaus weitere Untersuchungen, die aus den archivierten Lichtkurven ab 1949 Berechnungen mit unterschiedlichen Methoden zur Bestimmung meist von zwei alternativen Lösungen für die Position der Rotationsachse, des Drehsinns (prograd), der Rotationsperiode und der Achsenverhältnisse von dreiachsig-ellipsoidischen Gestaltmodellen durchführten. Dabei gab es immer wieder auch neue photometrische Beobachtungen, die weitere Lichtkurven lieferten, wie am 18. Oktober 1982 am Osservatorio Astrofisico di Catania in Italien, am 11. und 12. März 1984 am Osservatorio Astronomico di Torino in Italien und vom 22. bis 24. März 1984 am Gila Observatory in Arizona, die allerdings alle nicht zu unabhängigen Bestimmungen der Rotationsperiode führten, während aus Beobachtungen vom 23. November bis 5. Dezember 1986 am North Valley Stream Observatory im Staat New York wieder eine neue Bestimmung zu 5,072 h erfolgte. Auch bei photometrischen Beobachtungen des Asteroiden 1986 mit dem Carlsberg-Meridiankreis am Roque-de-los-Muchachos-Observatorium auf La Palma führte die Auswertung zu einer Rotationsperiode von 5,078 h, während aus Messungen während drei Nächten vom 25. Mai bis 4. Juni 1992 am NF/Observatory in New Mexico ein Wert von 5,081 h bestimmt wurde.
Mit den von 1949 bis 1988 archivierten Daten aus dem Uppsala Asteroid Photometric Catalogue (UAPC) wurde in einer Untersuchung von 2003 erstmals ein dreidimensionales Gestaltmodell des Asteroiden für zwei alternative Positionen der Rotationsachse mit prograder Rotation und eine Periode von 5,07918 h bestimmt. Das Modell zeigte einige scharfe Formmerkmale, und ein Ende war kleiner als das andere. Es schien auch einen großen ebenen Bereich in einer der Polregionen zu geben. Ein Vergleich mit zahlreichen Beobachtungen von vier Sternbedeckungen durch den Asteroiden am 19. Februar 1984, 6. August 1989, 7. September 2001 und 12. September 2008 (siehe oben) zeigte in einer Untersuchung von 2011, dass von den zuvor bestimmten alternativen Rotationsachsen eine ausgeschlossen werden konnte. Es wurde außerdem ein mittlerer Durchmesser von 169 ± 20 km bestimmt.

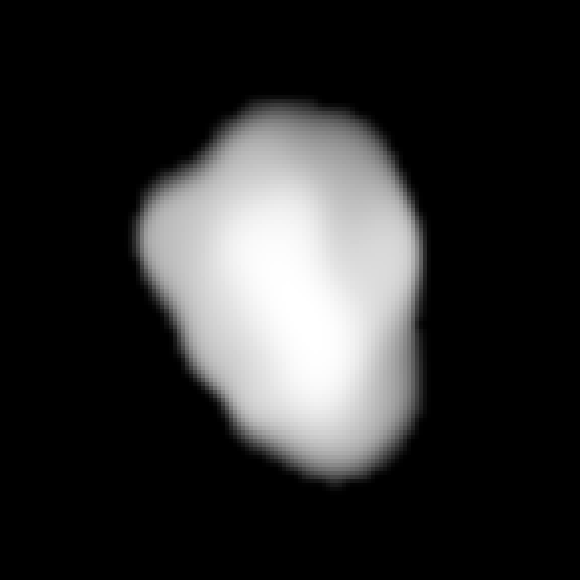
Aufnahme von (9) Metis durch das Very Large Telescope (VLT) am 8. Juni 2018

Mit dem neuen Algorithmus All-Data Asteroid Modeling (ADAM) wurde 2017 wieder ein Gestaltmodell erstellt, das alle verfügbaren photometrischen Daten in Verbindung mit hochaufgelösten Infrarot-Aufnahmen des Teleskops II am Keck-Observatorium auf Hawaiʻi vom 2003, 2004 und 2012 sowie Beobachtungen von zwei Sternbedeckungen durch den Asteroiden von 2008 (siehe oben) und vom 7. März 2014 gut reproduziert. Für die Rotationsachse wurde eine verbesserte Position mit prograder Rotation bestimmt und die Periode zu 5,079176 h berechnet. Für die Größe wurde ein volumenäquivalenter Durchmesser von 168 ± 3 km abgeleitet.
Abschätzungen von Masse und Dichte für (9) Metis aufgrund von gravitativen Beeinflussungen auf Testkörper ergaben in einer Untersuchung von 2012 eine Masse von etwa 8,39·1018 kg, was mit einem angenommenen Durchmesser von etwa 164 km zu einer Dichte von 3,60 g/cm³ führte bei keiner Porosität. Diese Werte besitzen eine Unsicherheit im Bereich von ±24 %. Eine weitere Untersuchung von 2017 bestimmte die Masse des Asteroiden zu etwa 7,70·1018 kg mit einer Unsicherheit von ±9 %. Ein umfangreiches Programm der Europäischen Südsternwarte (ESO) zielte darauf ab, die 3D-Form und damit die Dichte von großen Hauptgürtel-Asteroiden zu ermitteln, um ihre Entstehung und Entwicklung besser zu belegen. Es wurden dazu mit dem adaptiven Optikinstrument SPHERE des Very Large Telescope (VLT) am Paranal-Observatorium in Chile hochauflösende Bilder von 42 großen (D > 100 km) Hauptgürtel-Asteroiden aufgenommen, darunter auch (9) Metis. Neben hochaufgelösten Bildern des Asteroiden konnten in der finalen Auswertung 2022 unter anderem folgende Daten erfasst werden:
- Mittlerer Durchmesser 173 ± 2 km
- Abmessungen in drei Achsen (218 × 176 × 133) km
- Masse 8,0·1018 kg
- Dichte 2,94 g/cm³
- Albedo 0,18
- Rotationsperiode 5,079176 h
- Position der Rotationsachse mit prograder Rotation

Neue Auswertungen von Gaia DR3-Daten der Begegnungen von (9) Metis mit zwei kleinen Asteroiden ergaben in einer Untersuchung von 2023 Werte für ihre Masse und Dichte von 6,18·1018 kg bzw. 2,28 g/cm³.

## Möglicher Satellit
Auf Fotografien des Asteroiden vom Dezember 1979 bis Februar 1980 am Astronomischen Observatorium Yunnan und an der Sternwarte am purpurnen Berg in China schien es Anzeichen dafür zu geben, dass (9) Metis einen Satelliten von etwa 60 km Durchmesser besitzen könnte, der sie im Abstand von 1100 km in 4,6 Tagen umkreist. Speckle-interferometrische Beobachtungen am Kitt-Peak-Nationalobservatorium von 1982 bis 1984 ebenso wie eine Beobachtung am 17. August 1993 mit dem Hubble-Weltraumteleskop (HST) fanden aber keinerlei Hinweise auf einen Begleiter. Desgleichen konnten auch Beobachtungen am 25. Oktober 2004 mit der Adaptiven Optik des Keck-II-Teleskops keinen Satelliten nachweisen. Stattdessen wurden die unregelmäßige Form und Albedounterschiede als Ursachen für die Annahme eines solchen vermutet.